# Washington (Kansas)
Washington – miasto w Stanach Zjednoczonych, w stanie Kansas, siedziba administracyjna hrabstwa Washington.